# Pseudomegalovalvata
Pseudomegalovalvata is een geslacht van weekdieren uit de  familie van de Valvatidae.

## Soorten
- Pseudomegalovalvata bathybia (W. Dybowski, 1886)
- Pseudomegalovalvata laethmophila (Beckman & Starobogatov, 1975)
- Pseudomegalovalvata profundicola (Beckman & Starobogatov, 1975)
- Pseudomegalovalvata tenagobia (Beckman & Starobogatov, 1975)